# Coptotrophis proboscideus
Coptotrophis proboscideus är en skalbaggsart som först beskrevs av Fabricius 1801.  Coptotrophis proboscideus ingår i släktet Coptotrophis och familjen stumpbaggar. Inga underarter finns listade i Catalogue of Life.